# Europawahl in Dänemark 1989
Die Europawahl in Dänemark 1989 fand am 15. Juni 1989 im Rahmen der EG-weit stattfindenden Europawahl 1989 statt. In Dänemark wurden 16 der 518 Sitze vergeben. Die Wahlbeteiligung lag bei 46,2 %.

## Ausgangslage

### Scheidendes Parlament
| Fraktion                       | Fraktion                                   | Mandate | Partei | Partei                      | Mandate |
| ------------------------------ | ------------------------------------------ | ------- | ------ | --------------------------- | ------- |
|                                | Europäische Demokraten                     | 4 / 16  |        | Det Konservative Folkeparti | 4 / 16  |
|                                | Regenbogenfraktion                         | 4 / 16  |        | Folkebevægelsen mod EU      | 4 / 16  |
|                                | Sozialistische Fraktion                    | 3 / 16  |        | Socialdemokraterne          | 3 / 16  |
|                                | Liberale und Demokratische Fraktion        | 2 / 16  |        | Venstre                     | 2 / 16  |
|                                | Fraktion der Kommunisten und Nahestehenden | 2 / 16  |        | Socialistisk Folkeparti     | 2 / 16  |
|                                | Fraktion der Europäischen Volkspartei      | 1 / 16  |        | Kristeligt Folkeparti       | 1 / 16  |
|                                |                                            |         |        |                             |         |
| Quelle: Europäisches Parlament |                                            |         |        |                             |         |

### Listen und Parteien
| N. | Liste | Liste                            | Europapartei |
| -- | ----- | -------------------------------- | ------------ |
| A  |       | Socialdemokraterne (S)           | SPE          |
| B  |       | Radikale Venstre (RV)            | –            |
| C  |       | Det Konservative Folkeparti (KF) | –            |
| D  |       | Centrum-Demokraterne (CD)        | –            |
| F  |       | Socialistisk Folkeparti (SF)     | –            |
| N  |       | Folkebevægelsen mod EU           | –            |
| Q  |       | Kristeligt Folkeparti (KrF)      | –            |
| V  |       | Venstre (V)                      | –            |
| Z  |       | Fremskridtspartiet (Frp)         | –            |

## Ergebnis
Die Sitze wurden nach dem D’Hondt-Verfahren vergeben. Dabei waren jeweils die Listen A und B, C und V, F und N sowie D und Q verbunden.
| Listen                  | Listen                      | Stimmen   | %    | +/-  | Mandate | +/- |
| ----------------------- | --------------------------- | --------- | ---- | ---- | ------- | --- |
|                         | Socialdemokraterne          | 417.076   | 23,3 | +3,9 | 4       | +1  |
|                         | Folkebevægelsen mod EU      | 338.953   | 18,9 | –1,8 | 4       | ±0  |
|                         | Venstre                     | 297.565   | 16,6 | +4,1 | 3       | +1  |
|                         | Det Konservative Folkeparti | 238.760   | 13,3 | –7,5 | 2       | –2  |
|                         | Socialistisk Folkeparti     | 162.902   | 9,1  | –0,1 | 1       | ±0  |
|                         | Centrum-Demokraterne        | 142.190   | 7,9  | +1,3 | 2       | +1  |
|                         | Fremskridtspartiet          | 93.985    | 5,3  | +1,8 | –       | ±0  |
|                         | Radikale Venstre            | 50.196    | 2,8  | –0,3 | –       | ±0  |
|                         | Kristeligt Folkeparti       | 47.768    | 2,7  | –0,1 | –       | ±0  |
| Gesamt                  | Gesamt                      | 1.789.395 | 100  |      | 16      | +1  |
|                         |                             |           |      |      |         |     |
| Ungültige Stimmen       | Ungültige Stimmen           | 22.163    | 1,2  |      |         |     |
| Wähler                  | Wähler                      | 1.811.558 | 46,2 |      |         |     |
| Wahlberechtigte         | Wahlberechtigte             | 3.923.549 |      |      |         |     |
|                         |                             |           |      |      |         |     |
| Quelle: Folketingsårbog |                             |           |      |      |         |     |

## Fraktionen im Europäischen Parlament
| Partei                         | Partei                      | Mandate | Fraktion |
| ------------------------------ | --------------------------- | ------- | -------- |
|                                | Socialdemokraterne          | 4 / 16  | SOZ      |
|                                | Folkebevægelsen mod EU      | 4 / 16  | ARC      |
|                                | Venstre                     | 3 / 16  | LDR      |
|                                | Det Konservative Folkeparti | 2 / 16  | ED       |
|                                | Socialistisk Folkeparti     | 1 / 16  | GUE      |
|                                | Centrum-Demokraterne        | 2 / 16  | EVP      |
|                                |                             |         |          |
| Quelle: Europäisches Parlament |                             |         |          |